# Zajęcie Tulagi, Gavutu i Tanambogo przez Japonię
Zajęcie Tulagi, Gavutu i Tanambogo przez Japonię – inwazja przeprowadzona przez siły Cesarstwa Japonii na wyspie Tulagi w dniach 3-4 maja 1942 roku. Operacja była częścią Operacji MO, japońskiej strategii na Południowym Pacyfiku i Południowo-Zachodnim Pacyfiku w 1942 roku. Plan zakładał zajęcie wyspy Tulagi i pobliskich wysp w Protektoracie Brytyjskich Wysp Salomona przez żołnierzy Cesarskiej Marynarki Wojennej. Zajęcie wyspy miało za zadanie osłonić flankę i zapewnić rozpoznanie japońskim siłom posuwającym się w kierunku Port Moresby na Nowej Gwinei, zwiększyć możliwości obronne japońskiej bazy w Rabaulu, służyć jako baza dla japońskich sił zagrażających szlakom zaopatrzeniowym pomiędzy Stanami Zjednoczonymi a Australią i Nową Zelandią.
Bez wystarczających sił, by skutecznie przeciwstawić się japońskiej ofensywie na Wyspach Salomona, brytyjski komisarz i paru australijskich żołnierzy przeznaczonych do obrony wyspy Tulagi ewakuowało się tuż przed przybyciem Japończyków 3 maja. Jednak następnego dnia amerykańska grupa lotniskowców zmierzająca, by przeciwstawić się japońskiemu atakowi na Port Moresby (później grupa ta wzięła udział w bitwie na Morzu Koralowym) przeprowadziła nalot na japońskie siły na Tulagi, niszcząc lub uszkadzając kilka japońskich okrętów i siły powietrzne biorące udział w lądowaniu. Pomimo oporu aliantów, Japończycy zajęli Tulagi i rozpoczęli budowę niewielkiej bazy morskiej.
W ciągu następnych kilku miesięcy Japończycy zbudowali na Tulagi bazę paliwową, komunikacji radiowej i wodnosamolotów, a w lipcu 1942 roku rozpoczęli budowę dużego lotniska na pobliskim Guadalcanalu. Japońska aktywność na wyspach Tulagi i Guadalcanal została zarejestrowana przez aliancki samolot rozpoznawczy, jak również przez australijskich strażników wybrzeża stacjonujących na pobliskich wyspach. Jako że aktywność ta zagrażała alianckim szlakom zaopatrzeniowym na Południowym Pacyfiku, alianci przeprowadzili 7 sierpnia 1942 roku własne lądowania na Guadalcanalu i Tulagi, rozpoczynając brzemienną w skutkach kampanię na Guadalcanalu, która razem z kampanią na Nowej Gwinei odwróciły losy wojny na Południowym Pacyfiku.

## Tło
7 grudnia 1941 roku japońskie lotniskowce zaatakowały okręty Floty Pacyfiku Stanów Zjednoczonych stacjonujące w bazie morskiej Pearl Harbor na Hawajach. Atak zniszczył lub uszkodził większość pancerników amerykańskiej floty na Pacyfiku i stał się bezpośrednią przyczyną wojny pomiędzy oboma państwami. W oczach przywódców Japonii wojna ta miała na celu zneutralizowanie amerykańskiej floty, zajęcie terytoriów bogatych w zasoby naturalne oraz zyskanie strategicznie położonych baz wojskowych, które ułatwiłyby obronę rozległego imperium. W tym samym czasie co atak na Pearl Harbor, Japończycy przeprowadzili uderzenie na Malaje Brytyjskie, co w naturalny sposób doprowadziło do przyłączenia Wielkiej Brytanii, Australii i Nowej Zelandii do walki po stronie Stanów Zjednoczonych i stworzenia jednolitego frontu aliantów w wojnie przeciwko Japonii. W świetle zapisów „Ściśle Tajnego Rozkazu Nr 1” Połączonej Floty Japońskiej Cesarskiej Marynarki Wojennej (ang. Imperial Japanese Navy – IJN), datowanego na 1 listopada 1941 roku, celami początkowych działań strony japońskiej w tej wojnie było „(wyrzucenie) brytyjskich i amerykańskich sił z Indii Holenderskich i Filipin (i) ustanowienie polityki autonomicznej samowystarczalności i gospodarczej niezależności”.

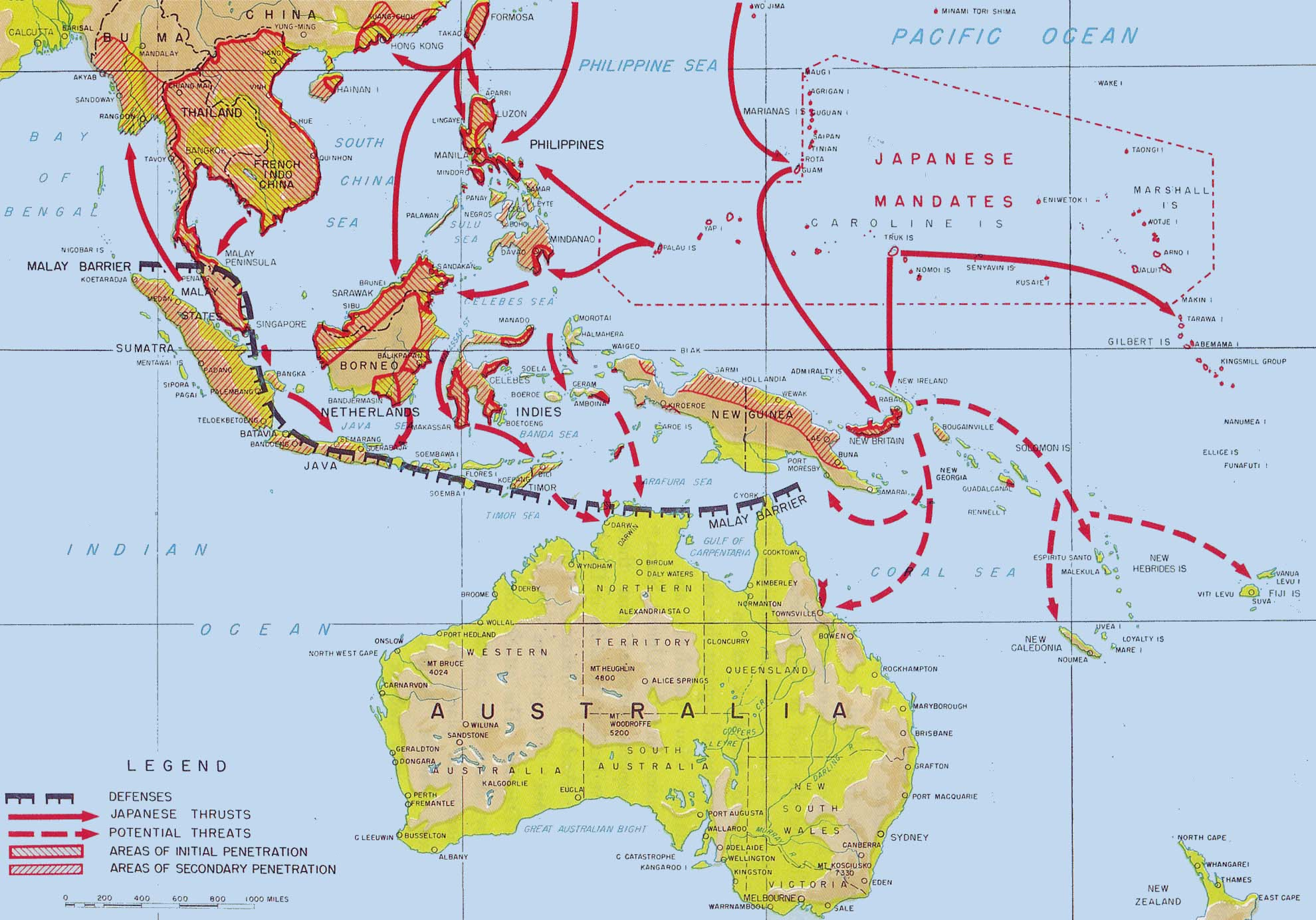
Ekspansja Cesarstwa Japonii na południowo-zachodnim Pacyfiku od grudnia 1941 r. do kwietnia 1942 r.

Realizując te cele, w ciągu kilku pierwszych miesięcy 1942 roku, oprócz Malajów, siły japońskie zaatakowały i przejęły kontrolę nad Filipinami, Tajlandią, Singapurem, Holenderskimi Indiami Wschodnimi, wyspą Wake, Nową Brytanią, Wyspami Gilberta oraz Guam, zadając jednocześnie poważne straty broniącym je lądowym, morskim i powietrznym oddziałom aliantów. Japonia zamierzała wykorzystać zdobyte terytoria do stworzenia linii obrony swojego imperium, skąd chciała odpierać kontrataki aliantów i prowadzić wojnę na wyniszczenie.
Wkrótce po rozpoczęciu działań zbrojnych Sztab Generalny japońskiej marynarki wojennej zaproponował przeprowadzenie inwazji na tereny północnej Australii, co uniemożliwiłoby aliantom wykorzystane tego kraju jako bazy wypadowej do przyszłych ataków na japońskie pozycje na południowym Pacyfiku. Cesarska Armia Japońska (ang. Imperial Japanese Army – IJA) odrzuciła jednak te plany stwierdzając, iż nie posiada wystarczających sił, ani możliwości transportowych dla przeprowadzenia takiej operacji. W tym samym czasie, dowodzący siłami 4. Floty (zwanej „Siłami Mórz Południowych”) wiceadmirał Shigeyoshi Inoue opowiadał się za okupacją znajdującej się w południowo-wschodniej części Wysp Salomona wyspy Tulagi oraz Port Moresby na Nowej Gwinei, skąd japońskie siły powietrzne mogłyby przeprowadzać naloty na północną Australię. Inoue wierzył, że przejęcie kontroli nad tymi obszarami zapewniłoby większe bezpieczeństwo i możliwości obronne głównej japońskiej bazie wojskowej w mieście Rabaul na Nowej Brytanii. Sztab Generalny japońskiej marynarki wojennej oraz IJA zaaprobowały propozycję Inoue i poparły dalsze operacje, które miały wykorzystać te tereny jako bazy wypadowe, mające na celu zajęcie Nowej Kaledonii, Fidżi oraz Samoa, by w ten sposób przeciąć linie zaopatrzeniowe i komunikacyjne między Australią a Stanami Zjednoczonymi.
W kwietniu 1942 roku japońska marynarka wojenna oraz wojska lądowe opracowały plan przeprowadzenia 10 maja inwazji na Port Moresby, który otrzymał kryptonim operacja MO. Atak miał zostać poprzedzony zajęciem w dniach 2–3 maja Tulagi, gdzie japońska marynarka mogłaby założyć bazę dla swoich wodnosamolotów na potrzeby działań rozpoznawczych, jak również potencjalnych operacji skierowanych przeciwko terytoriom zajmowanym przez aliantów oraz ich siłom na południowym Pacyfiku. Mimo iż w tym czasie admirał Isoroku Yamamoto, dowódca Połączonej Floty, planował wciągnięcie amerykańskiej floty w ostateczną bitwę morską, to odłączył on kilka swoich pancerników do wsparcia operacji MO i desygnował Inoue na dowódcę morskiej części operacji.
Przygotowania do wyruszenia w trasę Zespołu Inwazyjnego Tulagi Japończycy rozpoczęli 28 kwietnia, kiedy to w porcie w Rabaulu zebrano większość żołnierzy, sprzętu oraz zaopatrzenia. Siły wydzielone do tego zadania liczyły łącznie ok. 520 żołnierzy. Trzon oddziału stanowiły wydzielone elementy 3. Specjalnego Oddziału Desantowego Kure (elementy 1., 2. i 3. kompanii), a na resztę składały się: 54-osobowa przeciwlotnicza Jednostka „Mitsuwa” i 132-osobowa cywilna 7. Jednostka Budowlana „Hashimoto”. Osobą odpowiedzialną za przygotowanie oraz przeprowadzenie ataku na Tulagi mianowano dowódcę 2. kompanii 3. Specjalnego Oddziału Desantowego Kure, kpt. mar. Juntę Maruyamę.
Kilka zespołów, składających się w sumie z dwóch ciężkich lotniskowców, jednego lekkiego lotniskowca, tendra wodnosamolotów, dziewięciu krążowników i 13 niszczycieli, miało osłaniać konwój transportujący żołnierzy do inwazji na Port Moresby, jak również zaangażować w walkę alianckie okręty, które miały przeciwstawić się japońskiemu atakowi. Grupa mająca wziąć udział w inwazji na Tulagi składała się z niszczycieli „Kikuzuki” i „Yūzuki”, stawiaczy min/transportowców „Okinoshima” i „Kōei Maru”, trałowców pomocniczych „Wa” #1, „Wa” #2, transportowców „Hagoromo Maru”, „Noshiro Maru” #2, „Tama Maru” i „Azumasan Maru”, ścigaczy okrętów podwodnych „Toshi Maru” #3 i „Tama Maru” #8. Grupa ta, dowodzona przez kontradmirała Kiyohide Shimę (na flagowej „Okinoshimie”), wyruszyła z Rabaulu 30 kwietnia i skierowała się w stronę Wysp Salomona. Osłonę lotniczą zapewniał kontradmirał Aritomo Gotō, dowodzący swoją Grupą Osłaniającą składającą się z lekkiego lotniskowca „Shōhō”, czterech krążowników i jednego niszczyciela, która znajdowała się na zachód od centralnych Wysp Salomona. Oddzielny Zespół Osłaniający (czasami nazywany Grupą Wspierającą Tulagi), dowodzony przez kontradmirała Kuninoriego Marumo i składający się z dwóch lekkich krążowników, tendra wodnosamolotów „Kamikawa Maru” i trzech kanonierek, dołączył do Grupy Osłaniającej w celu wsparcia inwazji. Po zabezpieczeniu Tulagi 3 lub 4 maja, Grupa Osłaniająca i Zespół Osłaniający miały przemieścić się w celu wsparcia inwazji na Port Moresby.
W tym czasie Tulagi było stolicą Protektoratu Brytyjskich Wysp Salomona, który obejmował wszystkie wyspy Wysp Salomona oprócz Wyspy Bougainville’a i wyspy Buka. William Sydney Marchant, komisarz Protektoratu i dowódca miejscowych sił obronnych, przeprowadził w lutym 1942 roku ewakuację większości białych mieszkańców wyspy do Australii. Sam Marchant został ewakuowany na Malaitę w następnym miesiącu, gdzie pomagał w prowadzeniu stacji strażników wybrzeża.
Jedynymi alianckimi siłami na wyspie pozostało 24 australijskich komandosów z 2/1. Samodzielnej Kompanii pod dowództwem kapitana A.L. Goode’a i około 25 osób personelu 11. Eskadry Royal Australian Air Force operujących na czterech Catalinach w bazie wodnosamolotów na pobliskim Gavutu-Tanambogo, dowodzonych przez F/O R.B. Peagama. Ponadto na Guadalcanalu znajdowało się trzech strażników wybrzeża. Ich zadaniem było informowanie o wszystkich nieprzyjacielskich ruchach lub podejrzanej aktywności, którą zaobserwowali w pobliżu ich stacji. Aby w przypadku schwytania nie zostali straceni za szpiegostwo, wszyscy strażnicy wybrzeża byli oficerami Royal Australian Naval Volunteer Reserve.

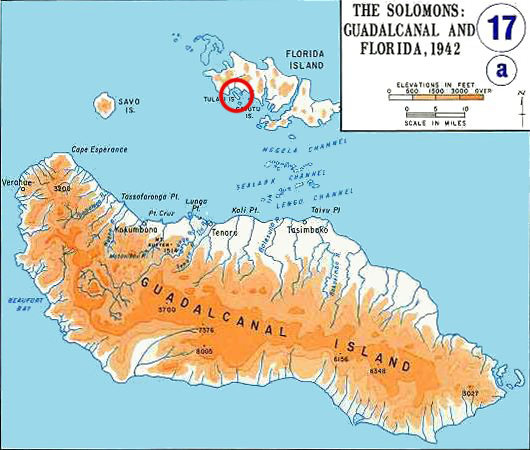
Mapa Guadalcanalu i Tulagi (w kółku), 1942 r.

Przez większość kwietnia Japończycy prowadzili rzadkie naloty na Tulagi z baz w pobliżu Rabaulu, z których jedynie niektóre wyrządziły niewielkie szkody. Strażnicy na Guadalcanalu zazwyczaj byli w stanie przekazać żołnierzom stacjonującym na Tulagi ostrzeżenie o zbliżających się samolotach, jednak ci nie mieli wystarczającego uzbrojenia (trzy karabiny maszynowe Vickers i jeden lekki karabin maszynowy Bren), by skutecznie zagrozić bombowcom. 25 kwietnia Tulagi zostało zbombardowane przez osiem samolotów. Podobne naloty były przeprowadzane codziennie w ciągu następnego tygodnia, a nalot 30 kwietnia ciężko uszkodził jedną z Catalin na Gavutu. Tego samego dnia inna Catalina odleciała do Rathmines w Australii w celu dokonania napraw, a pozostałe dwie łodzie latające ewakuowały się 2 maja.
Aliancki wywiad odszyfrował wiele meldunków dotyczących Operacji MO po przechwyceniu ich drogą radiową przez Fleet Radio Units (centra wywiadu radiowego) w Melbourne i Pearl Harbor. Na podstawie tych informacji amerykański admirał Chester Nimitz, stacjonujący w Pearl Harbor, skierował 22 kwietnia amerykańskie siły w kierunku Morza Koralowego w celu przeciwdziałania Operacji MO. 27 kwietnia 17. Grupa Uderzeniowa (ang. Task Force 17) z lotniskowcem USS „Yorktown”, pod dowództwem wiceadmirała Franka Jacka Fletchera, wypłynęła z Tongi, a 1 maja, ok. 560 km na północny zachód od Nowej Kaledonii dołączyła do niej 11. Grupa Uderzeniowa z lotniskowcem USS „Lexington”. Jeszcze tego samego dnia Fletcher odesłał TF 11 w celu uzupełnienia paliwa, zakładając, że dołączy ona do niego 4 maja we wcześniej ustalonej pozycji na Morzu Koralowym.

## Lądowania i ataki powietrzne

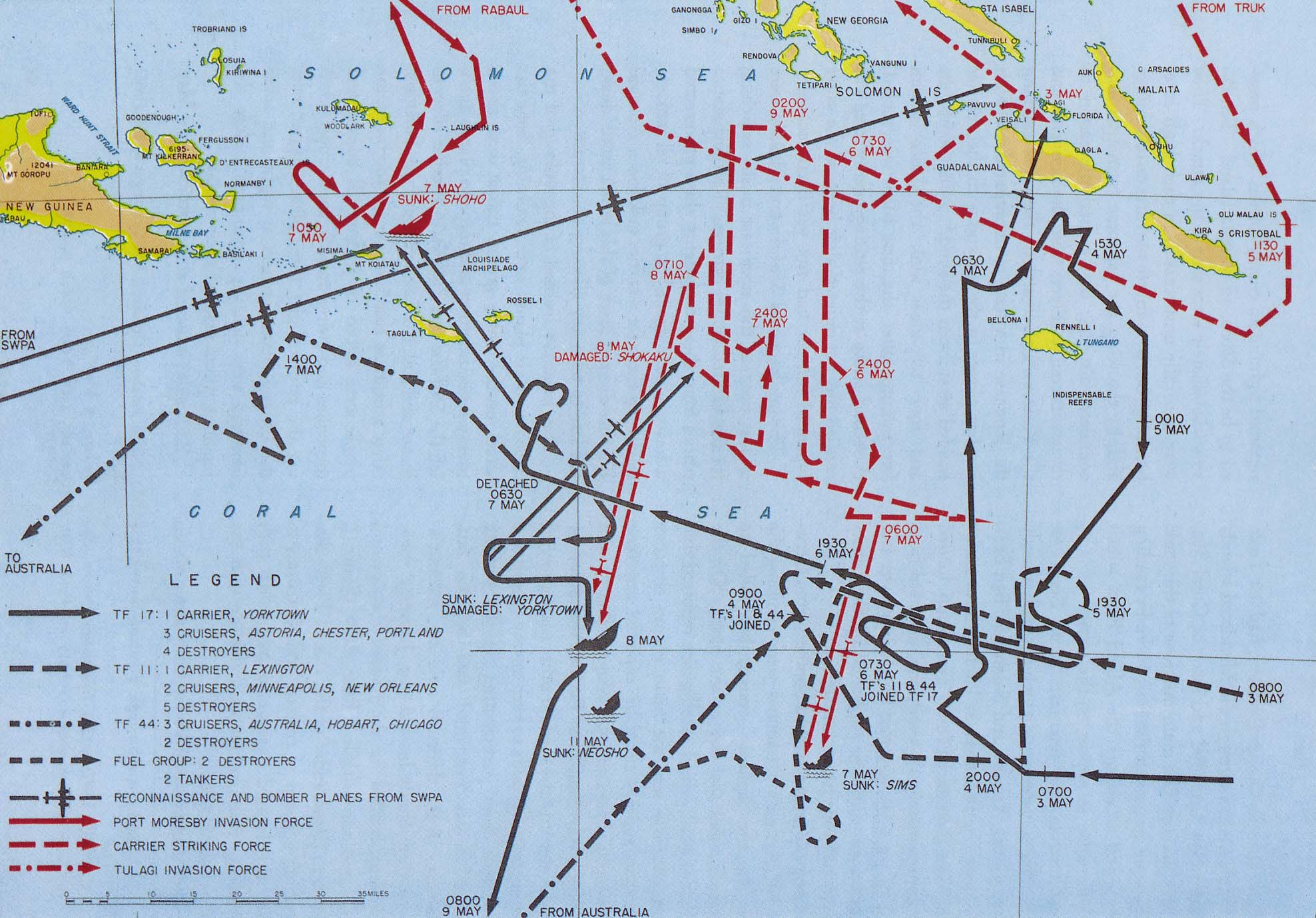
Mapa bitwy na Morzu Koralowym, 3-9 maja 1942 r. Japońskie lądowanie na Tulagi i atak samolotów z „Yorktowna” znajdują się w prawym głównym rogu

2 maja strażnik wybrzeża na Bougainville, Jack Read, zameldował US Navy, że duża grupa japońskich okrętów, najprawdopodobniej część sił przeznaczonych do inwazji na Tulagi, wyszła z rejonu Buka. Później tego dnia strażnik wybrzeża D.G. Kennedy na Nowej Georgii przekazał amerykańskiej marynarce informację o dużej grupie japońskich okrętów zmierzających w stronę południowych Wysp Salomona. Niedługo później Goode i Peagam, zakładając, że Japończycy zaatakują ze znaczną przewagą liczebną, rozkazali wykonanie wcześniej zaplanowanej ewakuacji i rozpoczęli niszczenie sprzętu i instalacji na Tulagi i Gavutu-Tanambogo. Rano 3 maja, w czasie gdy okręty Shimy wchodziły do cieśniny Savo, by rozpocząć lądowanie na Tulagi, personel RAAFu i komandosi wsiedli na dwie małe łodzie i rozpoczęli podróż do Vila na Nowych Hebrydach. Personel lotniczy spędził dzień u oficera rejonu Martina Clemensa w Aoli na Guadalcanalu i nocą wyruszyli w dalszą drogę.
Wsparcie japońskim lądowaniom na Tulagi, Gavutu i Tananmbogo zapewniały wodnosamoloty z „Kamikawa Maru”, tymczasowo bazujące w Zatoce Tysiąca Statków na Santa Isabel. Około 500 żołnierzy przybiło do brzegu Tulagi i Gavutu-Tananmbogo w barkach transportowych i natychmiast rozpoczęło budowę instalacji. Samoloty z „Shōhō” wspierały inwazję aż do wczesnego popołudnia, kiedy siły kadm. Gotō odpłynęły w stronę Bougainville w celu uzupełnienia paliwa przed wsparciem inwazji na Port Moresby. Po wylądowaniu japońskich żołnierzy, w ramach utworzenia bazy wodnosamolotów na wyspie, w kotwicowisku Tulagi wylądowało sześć wodnosamolotów.
3 maja o godzinie 17:00 Fletcher został poinformowany, że japońska Grupa Inwazyjna Tulagi była widziana dzień przed przybyciem na południowe Wyspy Salomona. Nie mogąc przekazać tej informacji grupie „Lexingtona” ze względu na ciszę radiową, grupa „Yorktowna” podążała samodzielnie w kierunku Guadalcanalu, by następnego ranka przeprowadzić naloty na japońskie siły na Tulagi.

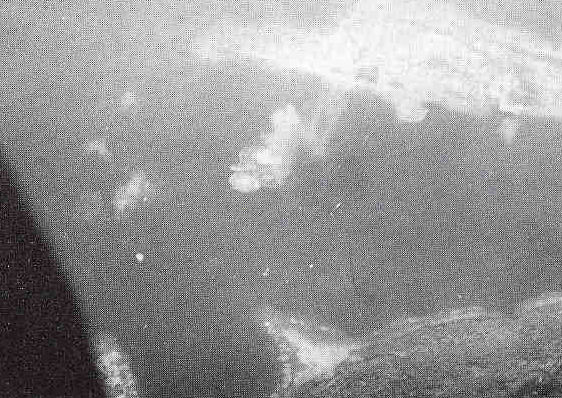
„Kōei Maru” (w środku) stojący na kotwicy w kotwicowisku Tulagi, w czasie ataków samolotów z „Yorktowna”

4 maja o godzinie 7:01 z pokładu „Yorktowna” wzbiło się w powietrze 12 bombowców torpedowych Douglas TBD Devastator i 28 bombowców nurkujących Douglas SBD Dauntless w celu przeprowadzenia pierwszego nalotu na Tulagi, z pozycji około 160 km na południe od Guadalcanalu. O 8:15 Dauntlessy rozpoczęły atak na zacumowane okręty Shimy, biorąc za cel „Okinoshimę” i dwa niszczyciele, które ustawione były tak, by zapewnić osłonę transportowcom „Azumasan Maru” i „Kōei Maru”, z których rozładowywani na brzeg byli żołnierze i sprzęt. Piloci byli przekonani, że uzyskali cztery bezpośrednie trafienia w krążownik lekki, za który uznano „Okinoshimę”, jednak z powodu zaparowanych celowników optycznych żadna bomba nie trafiła w cel. Następnie zaatakowały Devastatory. Trzy z nich skierowały się w stronę „Azumasan Maru”, kotwiczącego przy północnym brzegu Tulagi. Kolejne dwa samoloty obrały za cel „Kōei Maru”, znajdujący się pomiędzy Gavutu i Tananmbogo. Pozostałe bombowce torpedowe zdecydowały się zaatakować japońskie niszczyciele. Trzy trałowce właśnie rozpoczęły rejs, by wesprzeć inwazję na Port Moresby i wciąż były w pobliżu Tulagi. Mimo że amerykańscy piloci meldowali o wielu trafieniach bombami i torpedami, to w rzeczywistości jedynie ciężko uszkodzili niszczyciel „Kikuzuki”, na którym wskutek trafienia torpedą w maszynownię zginęło 12 marynarzy, a 22 zostało rannych, i lekko uszkodzili „Okinoshimę”. „Kikuzuki”, z pomocą jednego ze ścigaczy, został wyciągnięty na brzeg Gavutu, by nie zatonął. W tym czasie wszystkie japońskie okręty podniosły kotwicę i próbowały wypłynąć z kotwicowiska. Jeden z amerykańskich bombowców zniszczył japoński wodnosamolot Mitsubishi F1M2, który próbował wystartować w czasie ataku.

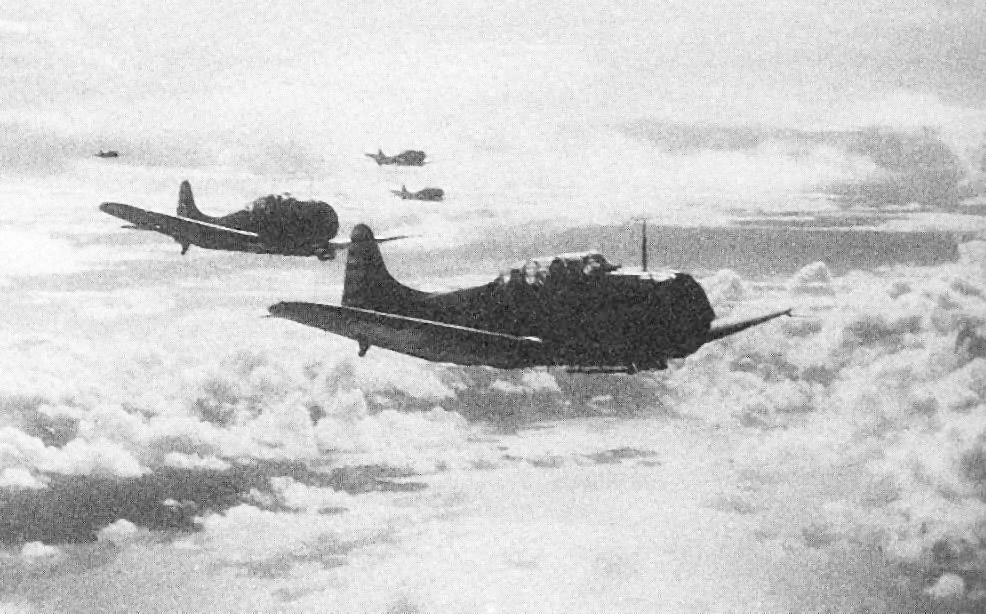
Bombowce nurkujące Dauntless z „Yorktowna” wracają na lotniskowiec po ataku na japońskie okręty w kotwicowisku Tulagi

O 9:31 na „Yorktownie” wylądowała w komplecie pierwsza grupa uderzeniowa. Wskutek decyzji Fletchera o przeprowadzeniu drugiego nalotu na Tulagi, samoloty szybko zatankowano i dozbrojono. Pomiędzy 10:36 a 11:20 z lotniskowca wystartowało 27 Dauntlessów i 11 Devastatorów. Drugi nalot rozpoczął się o 12:10. Wiele z japońskich okrętów było już pod pełną parą i próbowały odpłynąć jak najdalej od kotwicowiska Tulagi. Podczas drugiego ataku zatopione zostały trałowce „Wa” #1 i „Wa” #2, a na północny zachód od wyspy Savo ciężko uszkodzony został „Tama Maru”. Jeden z bombowców zestrzelił kolejny japoński wodnosamolot, a kiedy do ataku przyłączyły się cztery Wildcaty z „Yorktowna”, zestrzelono kolejne dwa nad wyspą Florida. Następnie amerykańskie myśliwce zaatakowały „Yūzuki”, zabijając dowódcę niszczyciela oraz dziewięciu innych członków załogi. Z okrętu zaczęła wydobywać się ropa i został on odesłany do stoczni remontowej w Rabaulu, gdzie miał przejść niezbędne naprawy. Ponadto w kotwicowisku Tulagi uszkodzono następne dwa lub trzy wodnosamoloty, a ich załogi zostały zabite.
Trzeci, mniejszy nalot przybył nad Tulagi o 15:30 i lekko uszkodził „Azumasan Maru” i „Okinoshimę”. Jeden z Devastatorów zagubił się w trakcie nalotu i po zużyciu paliwa wodował w odległości ok. 60 km na południe od Guadalcanalu. Dwóm Wildcatom z drugiego nalotu również skończyło się paliwo i wylądowały awaryjnie na południowym wybrzeżu Guadalcanalu. Fletcher wysłał niszczyciele „Hammann” i „Perkins”, by uratowały załogi trzech samolotów. „Hammannowi” udało się uratować dwóch pilotów myśliwców, lecz „Perkins” nie mógł zlokalizować załogi bombowca. Oba niszczyciele powróciły do grupy „Yorktowna” późnym wieczorem, po tym jak grupa zawróciła na południowy wschód w celu uzupełnienia paliwa i spotkania się z grupą „Lexingtona” następnego dnia.

## Następstwa

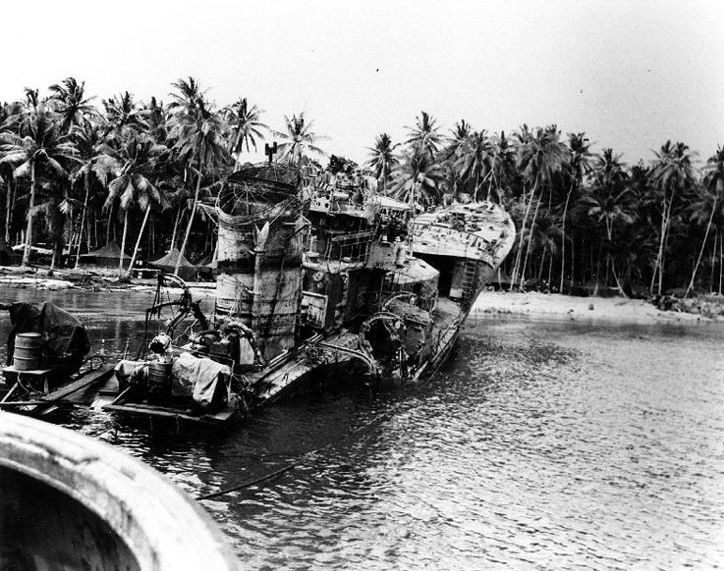
Rdzewiejący kadłub „Kikuzuki”, sfotografowany na Tulagi w sierpniu 1943 r., po tym, jak amerykańskie wojska wyciągnęły go na brzeg

5 maja „Kikuzuki” ześlizgnął się do morza i zatonął w kotwicowisku Tulagi. „Tama Maru” zatonął dwa dni później. Inne uszkodzone japońskie okręty były w stanie dopłynąć do Rabaulu i Kaviengu, gdzie zostały poddane naprawom. „Hagoromo Maru” i „Noshiro Maru” #2 dołączyły do Grupy Inwazyjnej Port Moresby. 10 maja „Okinoshima” brała udział w pierwszej japońskiej próbie zajęcia wysp Ocean i Nauru, nazwaną Operacją RY, i została zatopiona przez okręt podwodny USS S-42 w pobliżu Nowej Irlandii. W nalotach 4 maja zginęło 87 japońskich marynarzy, a 36 żołnierzy zostało poważnie rannych.
Po trzech dniach dryfowania w wodzie zaginiona załoga TBD z „Yorktowna” dotarła na Guadalcanal. Tam katolicki misjonarz zabrał ich do Martina Clemensa, a ten załatwił im łódź, która zabrała ich na San Cristobal. Stamtąd inną łodzią przepłynęli na Nowe Hebrydy, gdzie dołączyli do amerykańskich wojsk.
Po ataku na Tulagi, grupa „Yorktowna” połączyła się z „Lexingtonem” i oba lotniskowce walczyły z japońskimi siłami w czasie bitwy na Morzu Koralowym w dniach 6-8 maja. W czasie bitwy „Lexington” został zatopiony, a „Yorktown” uszkodzony. Po stronie japońskiej zatonął „Shōhō”, lotniskowiec „Shōkaku” został ciężko uszkodzony, a lotnictwo i załogi samolotów poniosły ciężkie straty. Ze względu na groźbę dalszych ataków ze strony alianckiego lotnictwa stacjonującego na lądzie lub okrętach, a nie mogąc zapewnić wystarczającej ochrony lotniczej dla sił nawodnych, Japończycy porzucili plan ataku na Port Moresby, z zamiarem ponowienia próby w przyszłości. Jednak następna próba morskiej inwazji na Port Moresby nigdy się nie wydarzyła, głównie z powodu czerwcowej porażki w morskiej bitwie pod Midway. Zamiast tego Japończycy zdecydowali się spróbować zająć miasto drogą lądową w ostatecznie nieudanej kampanii wzdłuż szlaku Kokoda. Niepowodzenie w zajęciu Portu Moresby w maju 1942 roku spowodowało poważne i dalekosiężne skutki strategiczne, z których wiele dotyczyło również niewielkiej japońskiej bazy na Tulagi.

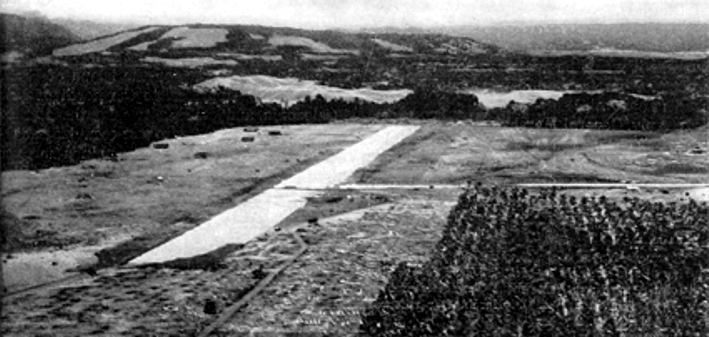
Lotnisko na Lunga Point na Guadalcanalu w czasie budowy, lipiec 1942 r.

Pomimo niszczących nalotów na okręty i wojska na lądzie, Japończycy kontynuowali budowę bazy wodnosamolotów na Tulagi i Gavutu, otrzymując coraz więcej żołnierzy i robotników budowlanych w ciągu kilku następnych miesięcy. Wkrótce baza rozpoczęła działanie, a stacjonowały tam samoloty z Grupy Powietrznej Yokohama, które wykonywały loty rozpoznawcze, zaczynając od 6 maja. 27 maja Japończycy zbadali Lunga Point pod kątem budowy dużego lotniska. 13 czerwca Sztab Generalny Marynarki zaakceptował budowę lotniska w tym miejscu, a 19 czerwca adm. Inoue przeprowadził inspekcję terenu w celu oceny środków potrzebnych do budowy lotniska. Następnego dnia japońscy żołnierze rozpoczęli oczyszczanie terenu z gąszczu. 6 lipca konwój 12 statków przetransportował na Guadalcanal 2000 koreańskich i japońskich robotników oraz 500 japońskich żołnierzy piechoty morskiej. Strażnicy wybrzeża na Guadalcanalu oraz alianckie samoloty rozpoznawcze obserwowały budowę lotniska. Cataliny i B-17 stacjonujące w Port Moresby, na Efate, Numei i Espiritu Santo w ciągu następnych miesięcy przeprowadziły wiele nalotów na japońskie bazy na Guadalcanalu, Tulagi i Gavutu, lecz bez wyraźnych efektów. W czasie tych misji zestrzelono kilka japońskich wodnosamolotów myśliwskich i jeden aliancki bombowiec.
Alianci byli zaniepokojeni japońską budową lotniska na Guadalcanalu. Samoloty operujące z tego lotniska byłyby realnym zagrożeniem dla alianckich operacji pomiędzy Australią, Nową Zelandią a Stanami Zjednoczonymi. Jednak dwa strategiczne zwycięstwa, na Morzu Koralowym i Midway, dały aliantom szansę na przejęcie inicjatywy i rozpoczęcie ofensywy przeciwko Japończykom gdzieś na Pacyfiku. Admirał Ernest King, Szef Sztabu Głównodowodzącego Flotą Stanów Zjednoczonych zaproponował ofensywę na południowe Wyspy Salomona, która miałaby uniemożliwić Japończykom użycie tych wysp jako bazy dla sił zagrażających alianckim szlakom zaopatrzeniowym pomiędzy Australią a Stanami Zjednoczonymi. Jej celem miało być zajęcie lub zneutralizowanie dużej japońskiej bazy w Rabaulu, jednocześnie wspierając kampanię na Nowej Gwinei, a ostatecznie otwarcie Stanom Zjednoczonym drogi do wyzwolenia Filipin. Dowódca amerykańskich sił na Pacyfiku, adm. Chester Nimitz, utworzył teatr działań wojennych na Południowym Pacyfiku, którego dowódcą został wiceadmirał Robert Ghormley. Miał on dowodzić aliancką ofensywą na Wyspy Salomona.
Nieudana próba zajęcia Portu Moresby i porażka w bitwie o Midway pozostawiła bazę na Tulagi bez efektywnej ochrony ze strony innych japońskich baz. Od najbliższej bazy w Rabaulu Tulagi oddzielały cztery godziny lotu. 7 sierpnia 1942 roku 11 tys. żołnierzy Marines wylądowało na Guadalcanalu, a 3 tys. na Tulagi i okolicznych wyspach. Amerykanie mieli znaczną przewagę liczebną i japońscy żołnierze na Tulagi zostali zabici prawie co do jednego w czasie zdobycia Tulagi, Gavutu i Tanambogo przez aliantów. Na Guadalcanalu amerykańscy żołnierze zdobyli lotnisko na Lunga Point bez większego oporu ze strony przeciwnika. W ten sposób rozpoczęła się kampania na Guadalcanalu, sześciomiesięczna seria bitew pomiędzy siłami japońskimi i alianckimi, która razem z kampanią na Nowej Gwinei odwróciły losy wojny na Południowym Pacyfiku.